# Rövidcsőrű siketfajd
A rövidcsőrű siketfajd (Tetrao parvirostris) a madarak osztályának tyúkalakúak (Galliformes) rendjébe és a fácánfélék (Phasianidae) családjába tartozó faj.

## Előfordulása
Oroszország keleti részén, valamint Kína és Mongólia területén honos.

## Alfajai
- Tetrao parvirostris janensis
- Tetrao parvirostris kamschaticus
- Tetrao parvirostris kolymensis
- Tetrao parvirostris macrurus
- Tetrao parvirostris parvirostris
- Tetrao parvirostris stegmanni
- Tetrao parvirostris turensis
- Tetrao parvirostris urogalloides

## Külső hivatkozás
- Képek az interneten a fajról